# Peter Hedrich (Posaunist)
Peter Hedrich (* 3. April 1993 in Saarlouis) ist ein deutscher Jazzmusiker (Posaune).

## Leben und Wirken
Hedrich, dessen Vater Dirigent eines Musikvereins im saarländischen Reisbach war, begann im Alter von sechs Jahren in diesem Musikverein mit dem Posaunenspiel. Er erhielt klassischen Unterricht unter anderem von Wolfgang Bichlmeier (Saarländisches Staatstheater). Als Jugendlicher wurde er Mitglied in der von seinem Vater geleiteten Jailhouse Bigband. Zwischen 2007 und 2014 gehörte er zur Landesschülerbigband Jazz Train, mit der er auch auf dem Jazzfestival St. Ingbert, den Jazztagen Idar-Oberstein und in England auftrat. Seit 2010 gehörte er zudem zum JugendJazzOrchester Saar.
Nach seinem Abitur 2011 am Robert-Schuman-Gymnasium Saarlouis studierte Hedrich Rechtswissenschaften; er gehörte bis 2015 aber auch der Bigband der Musikhochschule des Saarlandes an. Bereits während des Studiums wurde er 2012 Mitglied in der saarländischen Profibigband Brassolution. 2013 gründete er mit der Pianistin Beatrice Latz das Duo Nearness, das sich der Interpretation von Jazzstandards und skandinavischem Folk widmete. Im schlagzeuglosen Hedrich-Schwarz-Trio spielte er mit Manfred und Robin Schwartz. 2014 wechselte er ins Bundesjazzorchester, dem er bis 2016 angehörte.
2019 begann er, Jazz und Popularmusik an der Hochschule für Musik Saar bei Philipp Schug, Adi Becker und Simon Seidel (klassische Posaune) zu studieren. Daneben vertiefte er seine musikalische Ausbildung in privaten Studien bei Jiggs Whigham, Andy Hunter, Ludwig Nuss, Ansgar Striepens und Hansjörg Fink.
Seit 2017 ist Hedrich Erster und Soloposaunist der Big Band der Polizei des Saarlandes. Zudem gehört er zum vom Schlagzeuger Kevin Naßhan geleiteten Silent Explosion Orchestra und zum Abstrakt Orchester. In den Jahren 2016 bis 2018 tourte er mit den Musicals The Addam’s Family und Spamalot durch Europa. Er arbeitete darüber hinaus mit dem Glenn Miller Orchestra, der WDR Big Band Köln, Stefan Gwildis, Söhne Mannheims, Florian Ross, Pe Werner, In.Zeit Ensemble, Wollie Kaiser, Stefan Scheib, dem Saarländischen Staatsorchester, Ralf Hesse u. a.
Mit seiner eigenen Band, dem Peter Hedrich Quintett, hat er 2018 sein Debütalbum New Hope veröffentlicht, das Jiggs Whighams Album Hope reflektiert. Die CD – auf der Jiggs Whigham als Gast mitwirkt – wurde für die Quartalsbestenliste beim Preis der deutschen Schallplattenkritik nominiert. Ein Mitschnitt seines Quintetts 2022 bei den Jazztagen Saarwellingen wurde im ARD-Radiofestival gesendet.
Hedrich war weiterhin als Lehrer an den Kreismusikschulen St. Wendel und Saarlouis tätig. Darüber hinaus ist er regelmäßig Dozent beim Bund saarländischer Musikvereine, dem JugendJazzOrchester Saar und anderen Orchestern. Seit dem Wintersemester 2023/24 ist er auch als Lehrbeauftragter für Jazzposaune und Ensemble an der Hochschule für Musik Saar tätig.

## Diskographische Hinweise
- Bujazzo/Niels Klein Groove and the Abstract Truth (Double Moon Records 2016)
- New Hope (Mons Records 2018, mit Tim Sammel, Veronika Morscher, Felix Hauptmann, Nico Amrehn, Kevin Naßhan sowie Jiggs Whigham)[5]
- Abstrakt Orchester Passagen (13oder14 records 2020)[6]
- Marshall Gilkes and the WDR Big Band Life Songs (Alternate Side Records 2024)[7]